# Port de la Daurade
Le port de la Daurade, souvent affilié à la place de la Daurade, est un port fluvial sur la rive droite de la Garonne à Toulouse. Aujourd'hui partent de ce port des bateaux de promenade sur la Garonne et le canal du Midi.
Dans le cadre du réaménagement du centre-ville de Toulouse, l'architecte catalan Joan Busquets a mis fin au stationnement sauvage pour donner une nouvelle image à la place en pavant celle-ci. Le port devait lui aussi être réaménagé mais les discussions avec l'association de quartier ont retardé cette partie du projet à plus tard.
Une stèle portant un poème d'un étudiant de 18 ans, Guy Abel, y a été inaugurée par Dick Annegarn en 2011.

Quai de la Daurade, 1900. Photographie d'Eugène Trutat, conservée au muséum de Toulouse
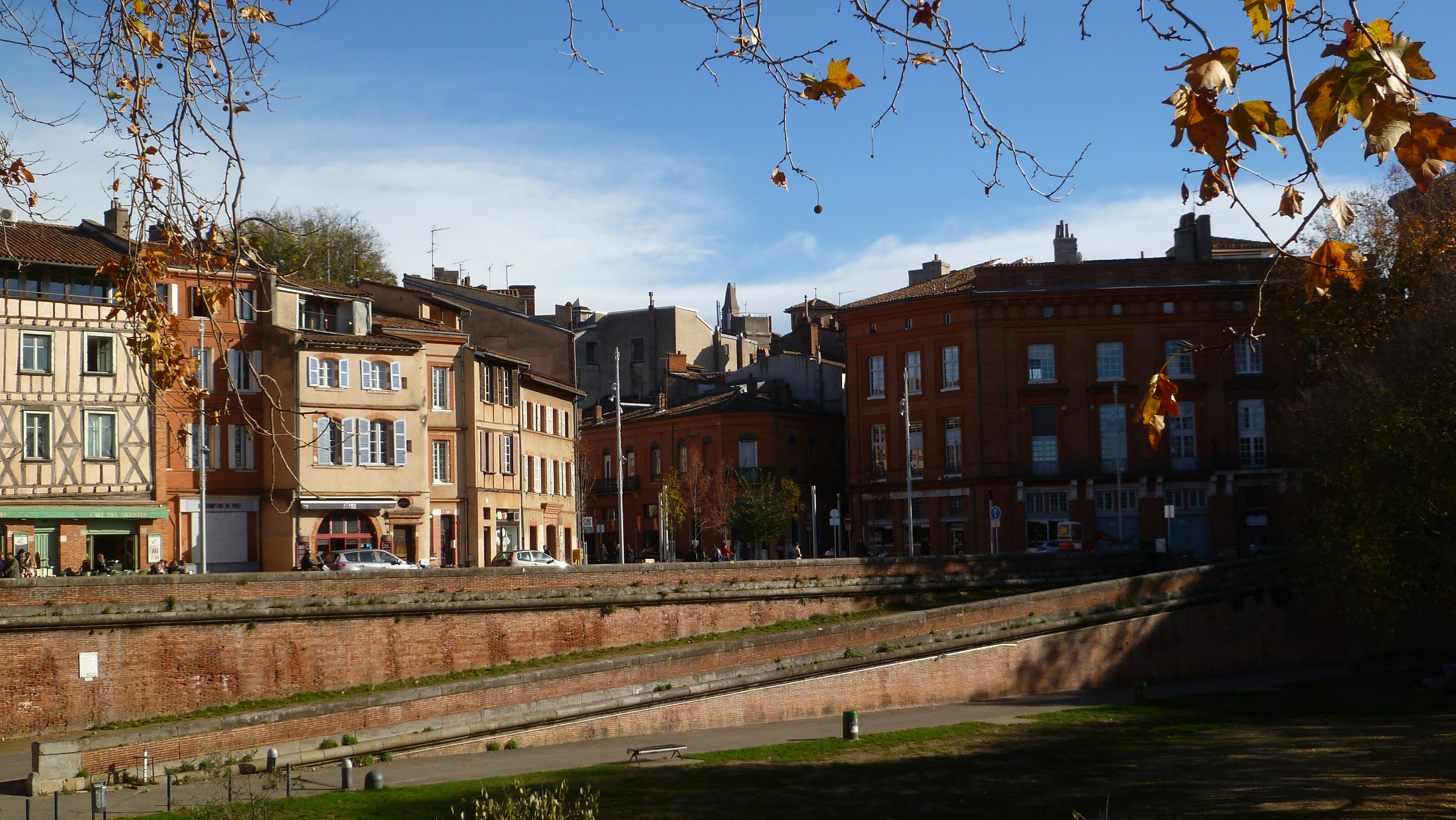
Port de la Daurade en 2014
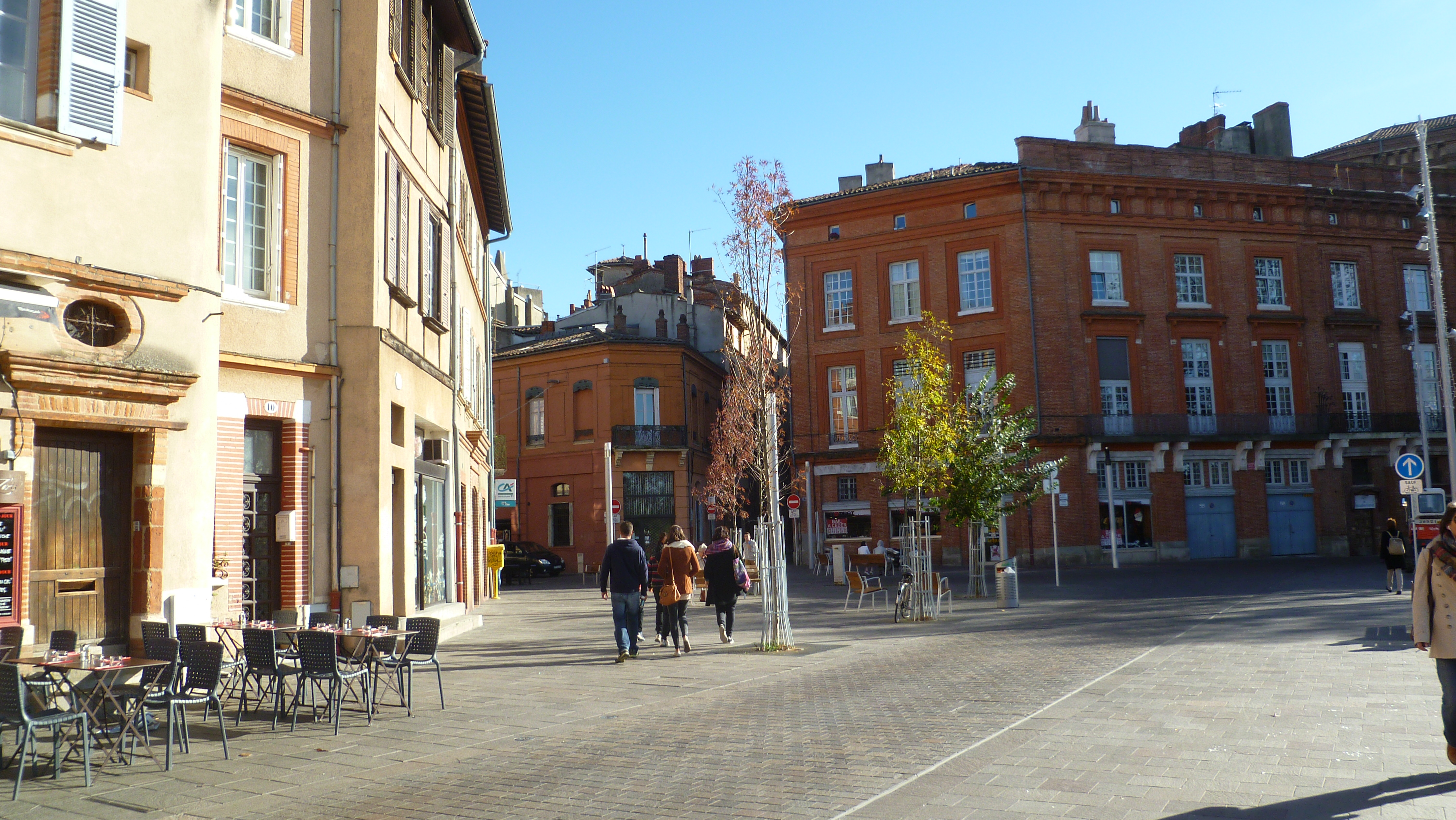
Place de la Daurade réaménagée
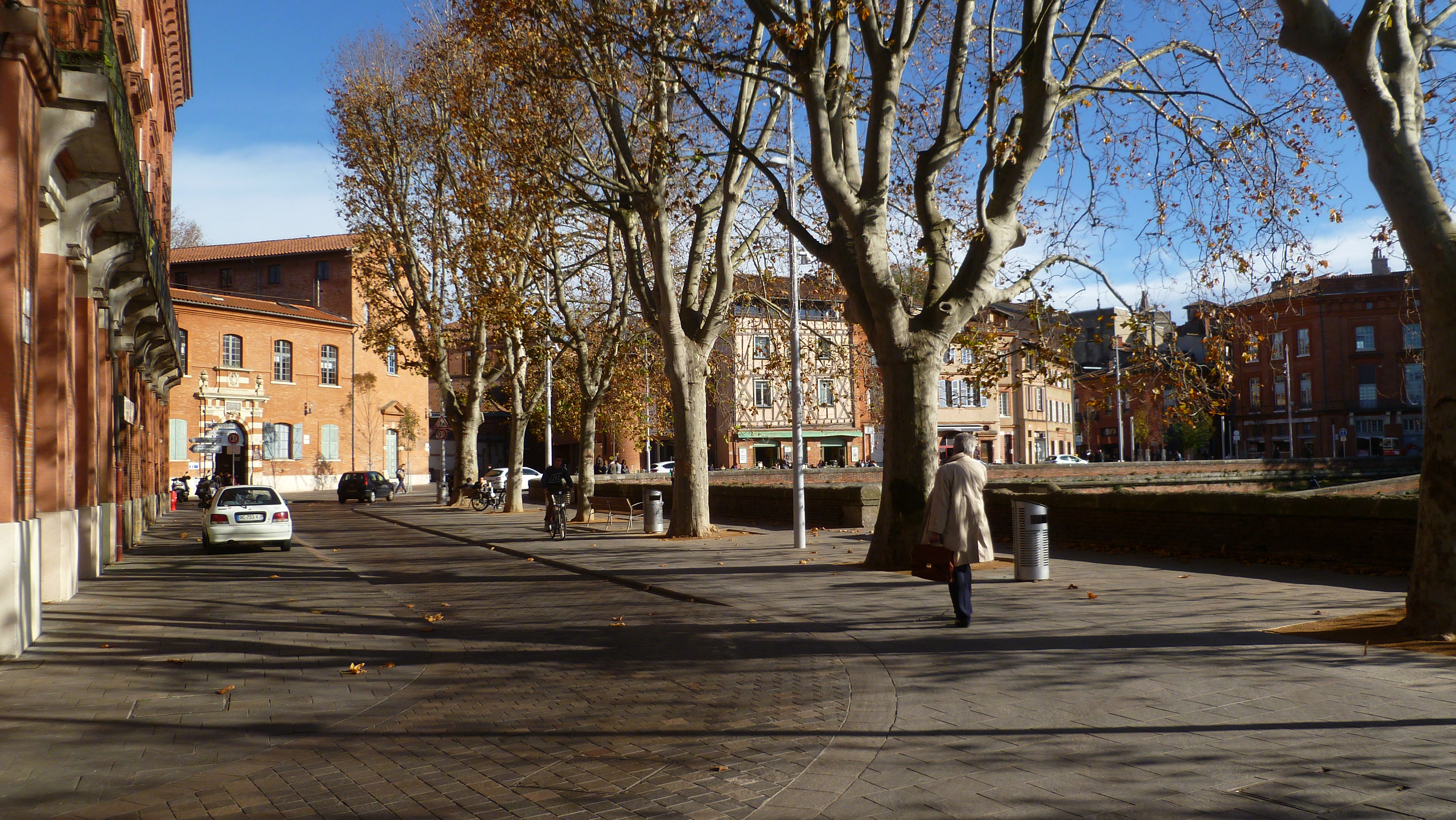
Place de la Daurade réaménagée

## Le Port de la Daurade dans l'Art

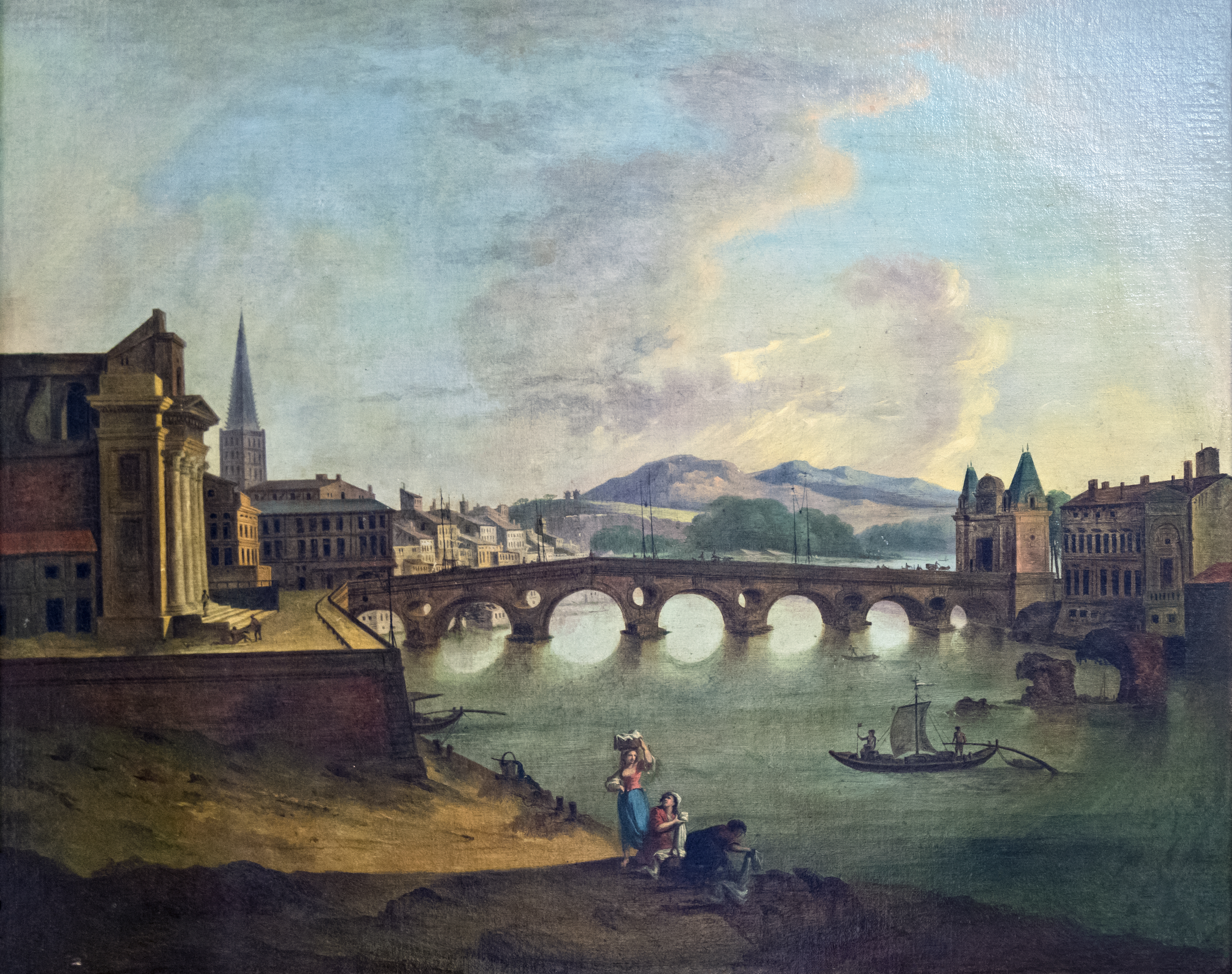
Le port au XVIIIe siècle, peint par Pierre Joseph Wallaert
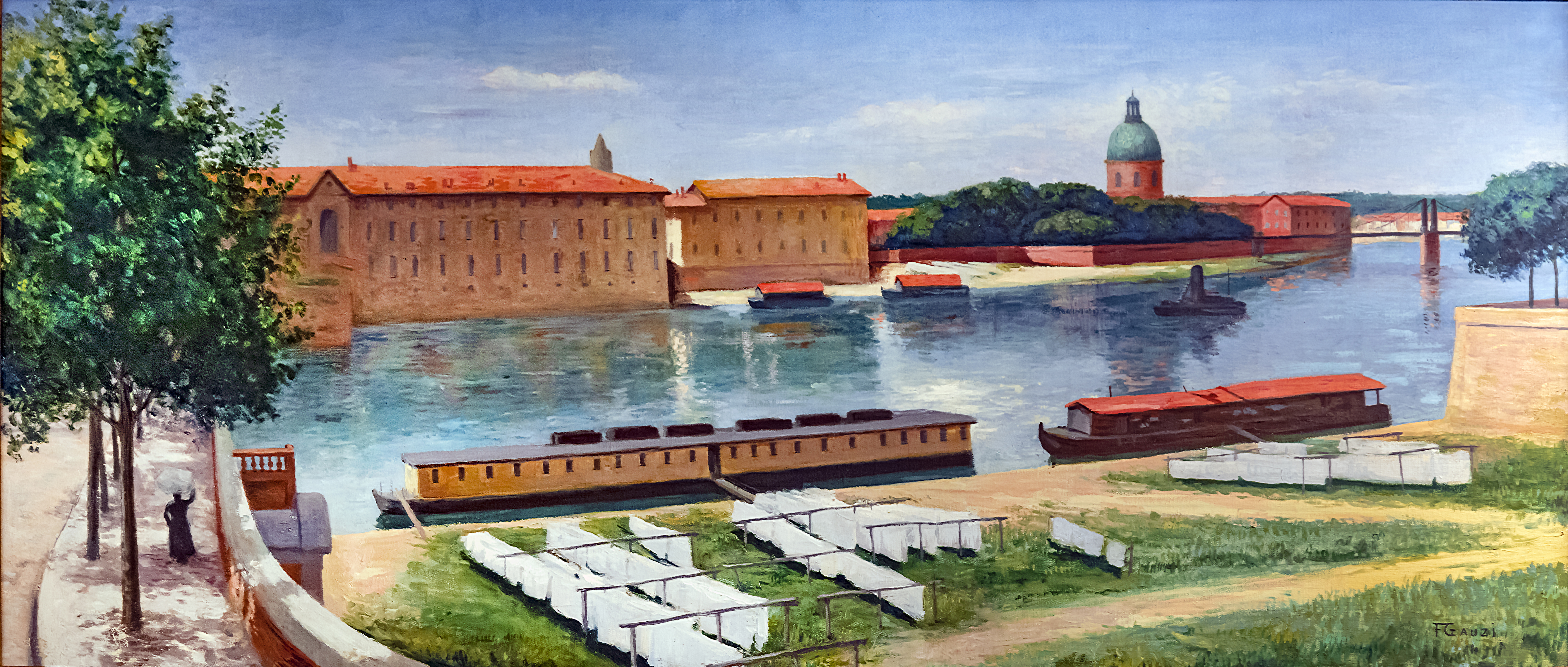
Le Port de la Daurade, les bains chauds et les bateaux-lavoirs par François Gauzi
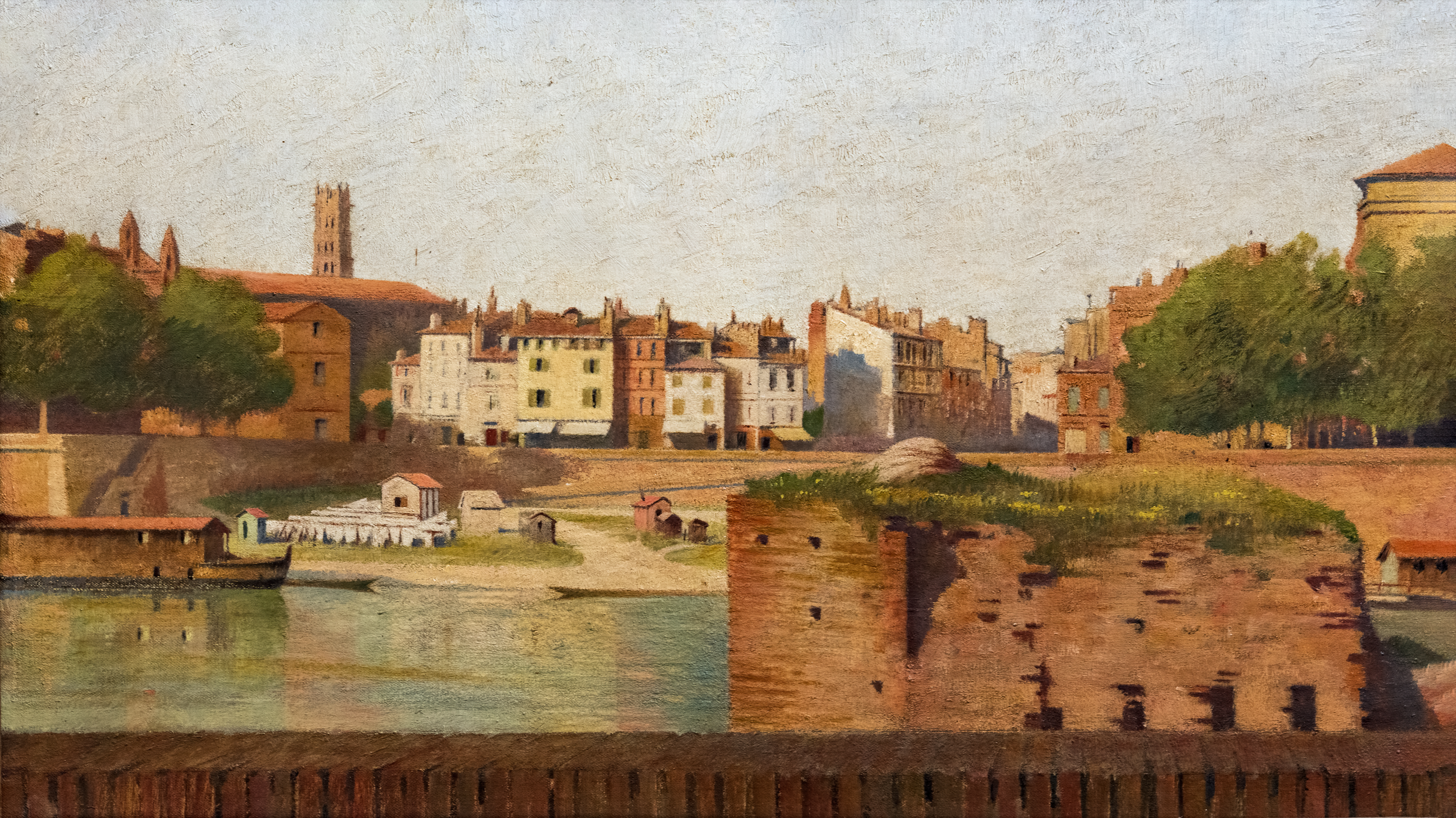
Port de la Daurade par Henri Rachou